# Анастасия (художница)
Анастасия (фр. Anastaise; годы работы: c 1400 года, Париж) — французская художница, специализировалась на иллюминировании рукописей. Создавала сложные декоративные обрамления (поля рукописей) и пейзажи. В её времена большинство рукописей создавалось в коммерческих мастерских, и многие художники были женщинами, вероятно, в первую очередь те, кто специализировался на оформлении окантовок, часто создававшихся не автором самой миниатюры, а другими художниками. Парижская школа все ещё была ведущим центром иллюминирования в этот период, и парижские работы были широко распространены по всей Европе.
Об Анастасии известно крайне мало, за исключением похвалы, высказанной ей средневековой писательницей Кристиной Пизанской в её произведении «Книга о граде женском» (1405). Кристина Пизанская описывает её как лучшего иллюминатора своего времени в своей области:
Я знаю женщину по имени Анастасия, которая настолько образована и искусна в обрамлении рукописей и рисовании фонов миниатюр, что невозможно найти ремесленника во всем городе Париже — где работают лучшие в мире — кто может превзойти её, кто может рисовать цветы и детали так же деликатно, как она, и чья работа пользуется бо́льшим уважением, независимо от того, насколько богата или драгоценна книга. Люди не перестают говорить о ней. И я знаю это по опыту, потому что она выполнила несколько работ для меня, которые выделяются среди орнаментов других великих мастеров. («Книга о граде женском», 85)